# Jacques-François Borda d’Oro
Jacques-François Borda d’Oro (* 1718 in Dax; † 4. Januar 1804 in Saugnac)  war ein französischer Paläontologe und Geologe. Ursprünglich hieß er Borda, „Borda d’Oro“ nannte er sich nach seiner Heirat 1756.

## Leben
Jacques-François Borda d’Oro war hauptberuflich Jurist und ab 18 Jahren Präsident des Présidial von Dax, heute im Département Landes. Mit 24 Jahren wurde er Generalleutnant (lieutenant-général) der  Sénéchaussée von Landes. Er legte eine große Fossilien- und Gesteinssammlung an, vor allem aus dem Tertiär der Umgebung von Dax. Während der französischen Revolution galt er als Verdächtiger und entkam er nur knapp dem Schafott.
Er war ab 1753 korrespondierendes Mitglied des Académie des sciences, zunächst von René-Antoine Ferchault de Réaumur, dann von Duhamel du Monceau und nach dessen Tod 1782 von Jean-Charles de Borda (1733–1799), der auch sein Cousin war. Außer mit diesen stand er mit dem Mineralogen  Jean-Étienne Guettard (1715–1786) und dem Chemiker Pierre Joseph Macquer in wissenschaftlichem Austausch. Außerdem fanden seine Funde (u. a. Mastodonten-Reste) das Interesse von Georges Cuvier.
Er hinterließ umfangreiche Manuskripte zur Geologie, Petrographie und Paläontologie der Umgebung von Dax.